# Louis-Félix Henneguy
Louis-Félix Henneguy est un médecin et biologiste français né le 18 mars 1850 à Paris, où il est mort le 26 janvier 1928. Il a appliqué ses connaissances entomologiques à la lutte contre diverses parasitoses affectant l'agriculture.

## Biographie
En 1875, il obtient un titre de docteur en médecine à Montpellier avec une thèse intitulée Étude physiologique sur l'action des poisons. Il passe son agrégation en 1883 avec un mémoire intitulé Les lichens utiles. En 1887, il enseigne la zoologie et l'entomologie à l'École nationale supérieure d'agronomie de Grignon et à l'École nationale supérieure d'horticulture. Henneguy étudie le phylloxera et fait paraître des rapports sur la destruction de l'œuf d'hiver du phylloxera en 1885, 1887 et 1888. Il participe aux côtés de Balbiani à des commissions au Ministère de l'Agriculture sur ce fléau. Il étudie également, pour le compte du comité consultatif des pêches maritimes, la vente et la consommation des moules en toute saison. En 1891, il étudie l'histoire naturelle de l'anthonome du pommier et les moyens pour sa destruction. 
En 1887, il obtient la suppléance de Balbiani à la chaire du Collège de France, soutient sa thèse de doctorat ès sciences l'année suivante sur l'embryogénie des poissons osseux. En 1900, il est nommé professeur d’embryologie comparative au Collège de France, à la suite de Victor Coste. Membre de l’Académie de médecine, de l’Académie d'agriculture et de l’Académie des sciences, ses leçons au Collège de France paraissent sous divers titres comme les Leçons sur la génération des vertébrés (leçons du semestre d'hiver 1877-1878) ou Leçons sur la cellule, morphologie et reproduction (leçons du semestre d'hiver 1893-1894).

## Œuvres et publications
Il dirige la publication des Archives d'anatomie microscopique à partir de 1894. 
Il est l’auteur de :
- Le Corps vitellin de Balbiani dans l’œuf des vertébrés
- Leçons sur la cellule
- Les insectes
- Sur la parthénogénèse expérimentale chez les amphibiens
- Recherches sur le développement des poissons osseux, Félix Alcan, Paris, 1889.

Traduction
- Arthur Bolles Lee (1849-1927), Traité des méthodes techniques de l'anatomie microscopique : histologie, embryologie et zoologie (O. Doin, Paris, 1887, réédité en 1896 et en 1902).